# البيت المسكون (فلم 1921)
البيت المسكون (بالإنجليزية:The Haunted House) هو فيلم كوميدي قصير أُنتج سنة 1921 بطولة باستر كيتون، الفيلم تأليف وإخراج كيتون وإدوارد إف كلاين.

## طاقم التمثيل
- باستر كيتون
- فيرجينيا فوكس
- جو روبرتس
- إدوارد إف كلاين
- ناتالي تالمادج

## وصلات خارجية
- الفيلم القصير The Haunted House متوفر للتحميل من موقع أرشيف الإنترنت [المزيد]
- البيت المسكون على موقع IMDb (الإنجليزية)
- البيت المسكون على موقع روتن توميتوز (الإنجليزية)
- البيت المسكون على موقع قاعدة بيانات الأفلام العربية
- البيت المسكون على موقع ألو سيني (الفرنسية)
- البيت المسكون على موقع أول موفي (الإنجليزية)
- البيت المسكون على موقع فيلمافينيتي (الإسبانية)
- البيت المسكون على موقع قاعدة بيانات الأفلام السويدية (السويدية)
- البيت المسكون على موقع قاعدة بيانات الفيلم (الإنجليزية)
- البيت المسكون على موقع ليتربوكسد (الإنجليزية)
- البيت المسكون على موقع كينوبويسك (الروسية)
- The Haunted House on يوتيوب
- The Haunted House على موقع أول موفي.